# Селезньов Юрій Олександрович
Ю́рій Олекса́ндрович Селезньо́в (нар. 18 грудня 1975, Одеса, УРСР) — український футболіст, півзахисник та нападник.

## Кар'єра гравця
Юрій Селезньов народився 18 грудня 1975 року в Одесі. Вихованець одеських клубів «Автомобіліст» та «Чорноморець». Перший тренер — Б. Крайтман. У складі одеситів виступав з 1992 по 1997 рік, за цей час у складі головної команд «моряків» зіграв 60 поєдинків (6 голів), а за другу — 85 (15 голів). У складі одеситів дебютував 19 вересня 1994 року в матчі Вищої ліги проти луцької «Волині».
Улітку 1997 року перейшов до «Шахтаря», за який виступав до 2000 року. У складі головної команди «гірників» відіграв 63 поєдинки (17 голів), ще 18 матчів (3 голи) відіграв за другу команду «гірників». У 2000 та 2001 роках виступав в Росії за «Ростсельмаш» (17 поєдинків) та «Ростсельмаш-2» (4 поєдинки).
Улітку 2001 року повернувся до України та підписав контракт із донецьким «Металургом», у складі якого виступав до 2003 року. За головну команду «Металурга» зіграв 28 матчів (3 голи), за другу команду — 14 матчів (2 голи). Після закінчення контракту з донецьким клубом підтримував спортивну форму в аматорській команді «Сигнал» (Одеса). Першу частину сезону 2003/04 провів у складі криворізького «Кривбаса»: за головну команду криворожан зіграв 24 матчі та відзначився 1 голом, за другу — 3 матчі (1 гол). Другу частину сезону відіграв в ужгородському «Закарпатті», у складі якого відіграв 9 поєдинків.
На початку 2005 року перейшов до сімферопольської «Таврії», у складі якої зіграв 15 матчів (1 гол). У весняній частині сезону 2005/06 захищав кольори дніпродзержинської «Сталі», за яку відіграв 16 матчів (1 гол). У 2006 році виступав також за нижньоновгородський «Спартак» (17 поєдинків). У 2007 році Юрій повернувся до Одеси, де певний час виступав за місцевий аматорський клубу «Діджитал». Того ж року Юрій Селезньов завершив кар'єру футболіста.

## Досягнення
- Вища ліга чемпіонату України з футболу
  -  Срібний призер (5): 1995, 1996, 1998, 1999, 2000
  -  Бронзовий призер (2): 2002, 2003

## Тренерська кар'єра
З липня 2007 року працює тренером у ДЮСШ «Чорноморець» ім. О. Ф. Зубрицького в Одесі.

## Особисте життя
Має сина Артема, який також є професіональним футболістом. Зараз йому 26 років. Тренер у ДЮФК «Чорноморець».
Має доньку Ліліану. Зараз їй 23 роки. 